# George Jung
George Jacob Jung (Boston, 6 d'agost de 1942 – 5 de maig de 2021) va ser un narcotraficant estatunidenc. Va ser el principal responsable per la importació de cocaïna als Estats Units en la dècada de 1970 i en l'inici de la dècada de 1980. Era membre del Càrtel de Medellín i la història de la seva vida va ser explicada en la pel·lícula Blow (2001) amb Johnny Depp.

## Biografia
Jung va néixer a Boston, però la seva família vivia a la ciutat de Weymouth. Va començar com a venedor de marihuana als anys seixanta, important centenars de quilos des de Mèxic, des de la ciutat de Puerto Vallarta fins a Palm Springs, Califòrnia. El seu negoci va créixer fins al punt que guanyava uns 100.000 dòlars al mes. Va ser arrestat a Chicago després de ser denunciat per un company. "Algunes persones són estrelles de cinema, d'altres són estrelles del rock... Jo era una estrella de la droga". va dir Jung.
En una presó de Danbury, Connecticut, el seu company de cel·la era Carlos Lehder, un nord-americà d'origen colombià que tenia experiència amb la cocaïna. Junts, van combinar els seus coneixements per planificar l’arribada de la cocaïna en avions petits.
Després de sortir de la presó, van entrar en acció utilitzant les Bahames com a punt de proveïment dels avions i subornant la gent allà on anaven per dificultar el seguiment. No obstant això, a finals dels anys setanta, els plans de Lehder van començar a ser més grans i va planejar construir un imperi massiu de transports en una illa privada de les Bahames i va decidir deixar Jung fora dels negocis.
Jung va morir el 5 de maig de 2021, als 78 anys d'edat.

## Relació amb Escobar
Durant aquest temps, Jung s'havia casat i s'havia convertit en amic personal de Pablo Escobar. Després que Lehder el deixés fora, va poder iniciar una línia de negociació més modesta directament amb Escobar, operant de la mateixa manera que abans. D’aquesta manera, va guanyar més de 100 milions de dòlars.
Ell va ser arrestat més tard a Massachusetts el 1987 amb una gran quantitat de cocaïna. Amb la seva família, va pagar la fiança però es va embolicar ràpidament en un altre negoci, on va ser traït per un pilot de la seva confiança. Durant aquesta època, Carlos Lehder va passar la cooperar amb el govern contra Escobar, Jung i molts altres. Amb l'aprovació de Escobar, Jung va concordar en testimoniar contra Lehder i va ser alliberat. Després d'alguns treballs "nets", va tornar a treballar amb marihuana. El 1994, va ser arrestat a Mèxic amb diversos quilos de marihuana, i va ser sentenciat a 21 anys de presó. Després de passar vint anys a la presó George va quedar lliure el dia 2 de juny de 2014.